# South Branch of Ravine Deux D’leau
South Branch of Ravine Deux D’leau  (dt.: „Südzweig des Baches der Zwei Wasser“) ist ein Fluss im Osten von Dominica im Parish Saint David.

## Geographie
Der South Branch of Ravine Deux D’leau ist wahrscheinlich der Fluss mit den höchstgelegenen Quellen auf Dominica. Die Quellbäche entspringen im Nationalpark Morne Trois Pitons kurz unterhalb des Gipfels des Morne Trois Pitons, an dessen Ostseite und verlaufen steil nach Nordosten. Sie entspringen auf ca. 1300 m über dem Meer, vereinigen sich auf 1000 m und  erst im Gebiet von Terre Ferme wird das Gefälle etwas geringer und der Fluss verläuft stärker nach Osten. Er nimmt von rechts und Südwesten den Terre Ferme River auf und mündet nach stark mäandrierendem Lauf zwischen Newfoundland und Tantie in den Brown’s River. Der Fluss ist ca. 5,34 km lang.